# Swiss-Prot

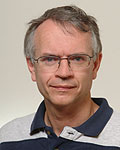
Amos Bairoch, creador de la base de dades biològica.

El Swiss-Prot és una base de dades biològica de seqüència de proteïnes. Va ser creada el 1986 per Amos Bairoch durant la seva tesi doctoral i desenvolupada per l'Institut Suis de Bioinformàtica i l'Institut Europeu de Bioinformàtica.
La característica principal de Swiss-Prot és que les proteïnes que es troben emmagatzemades en aquesta base de dades tenen un alt nivell d'anotació. Això significa que es coneix la seva estructura tridimensional, la funció, les modificacions post-traduccionals, variant, etc.
El 2002 es va crear el consorci UniProt, sent una col·laboració entre Swiss Institut of Bioinformatics, el European Bioinfarmatics Institut (EBI) i el Protein Information Resource (PIR). Swiss-Prot junt amb TrEMBL (que és d'anotació automàtica) es van unir amb la Protein Information Resource (PIR) per produir la UniProt Knowledgebase, el catàleg de proteïnes més important del món.